# Église Saint-Martin d'Erre
Pour les articles homonymes, voir Église Saint-Martin.
L'église Saint-Martin est une église catholique située à Erre, en France.

## Localisation
L'église est située dans le département français du Nord, sur la commune d'Erre.

## Historique
Un cimetière existait au sud de l'église, il disparaît au début du XXe siècle.
Au cours de son histoire, l'église Saint-Martin connaît de nombreuses restaurations : la toiture de la flèche est renouvelée en 1857, des dégâts causés en 1876 par un ouragan aux toitures de l'église et du presbytère sont réparés. Les pierres mises en place en 1870, trop dégradées, sont couvertes en 1930 d'enduit en mortier de ciment pour remédier à leur mauvaise tenue dans le temps. La toiture de la flèche est à nouveau refaite, en 1933. En 2001, de nouveaux travaux sont entrepris car les parements de maçonnerie du clocher sont endommagés et le clocher est en péril, les travaux se terminent deux ans plus tard et les cloches Marie-Joséphine et Marie-Jeanne sonnent à nouveau. En 2015, la couverture du chœur et de la nef est partiellement rénovée, les parements sont restaurés, les vitraux sont changés et protégés, la porte du paradis est rouverte et la sacristie est remise dans son état originel. Le coût des travaux est de 800 000 €, 80 000 € sont accordés au titre de la dotation des territoires ruraux, 101 000 € par le conseil général et 10 000 € proviennent de la réserve parlementaire du sénateur Dominique Bailly. Un changement notable vient du fait qu'une extension voit réapparaître sa toiture qui avait disparu depuis plus d'un siècle. Cette extension est elle-même raccourcie. 

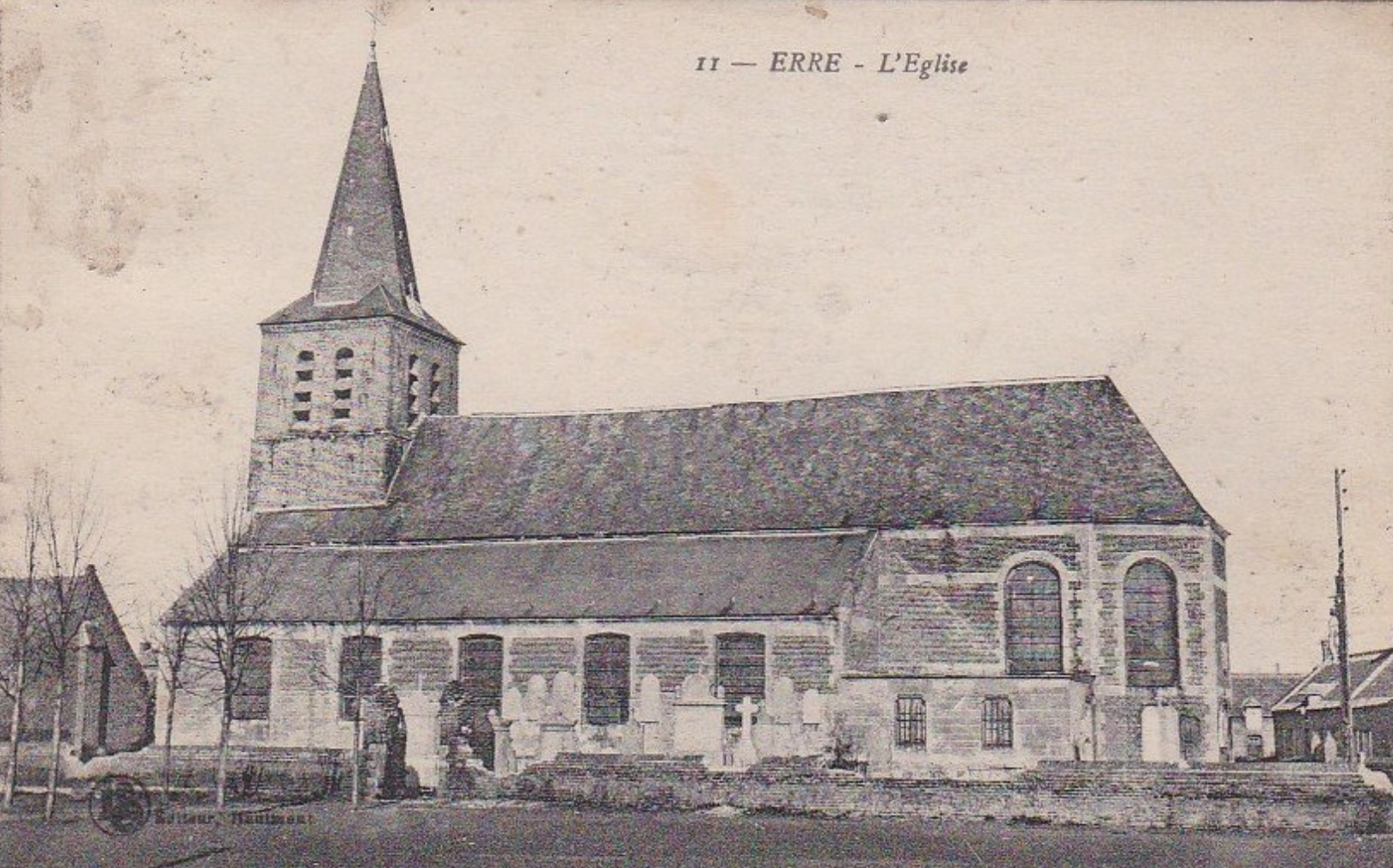
L'église avec son cimetière.
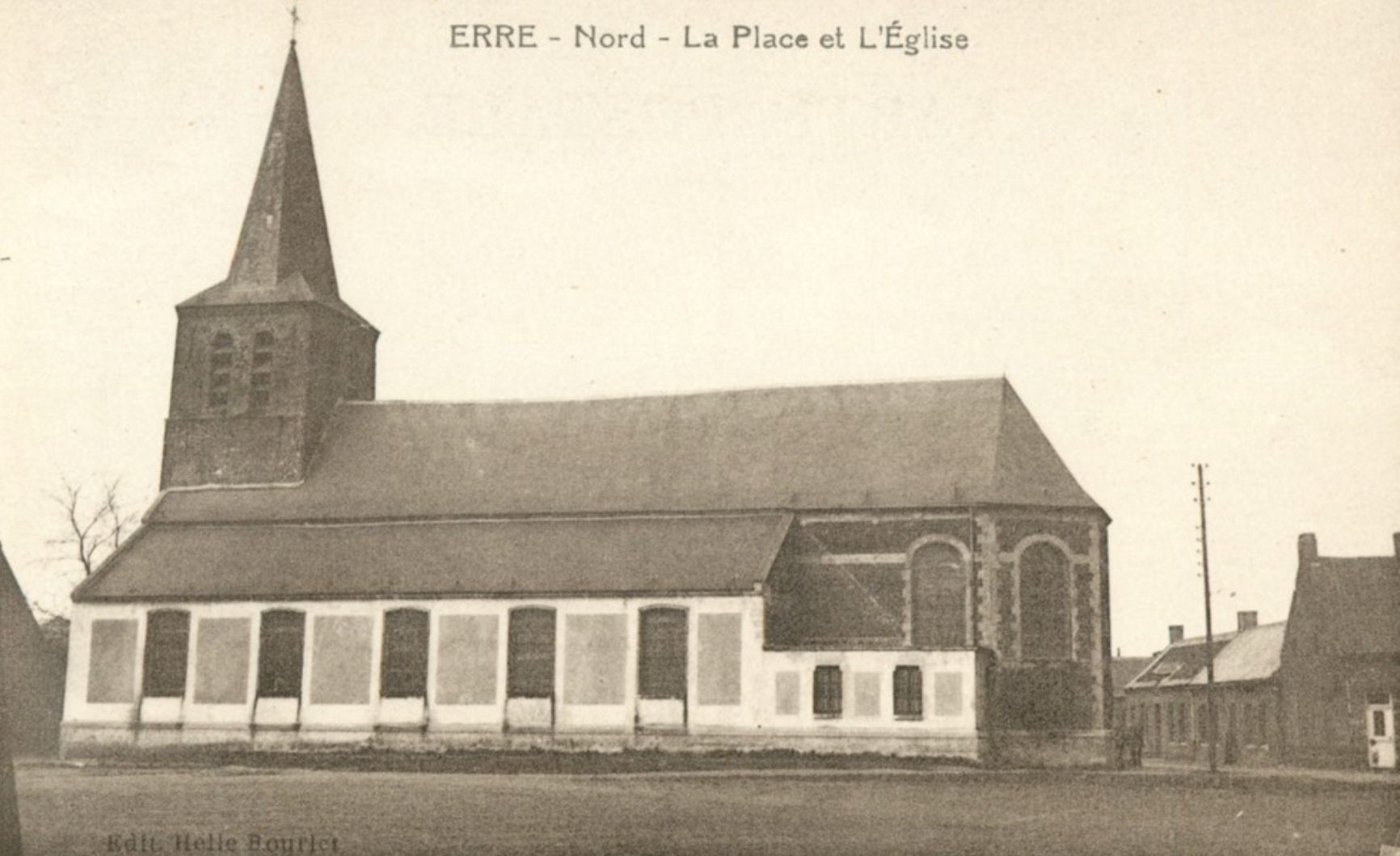
L'église sans son cimetière.
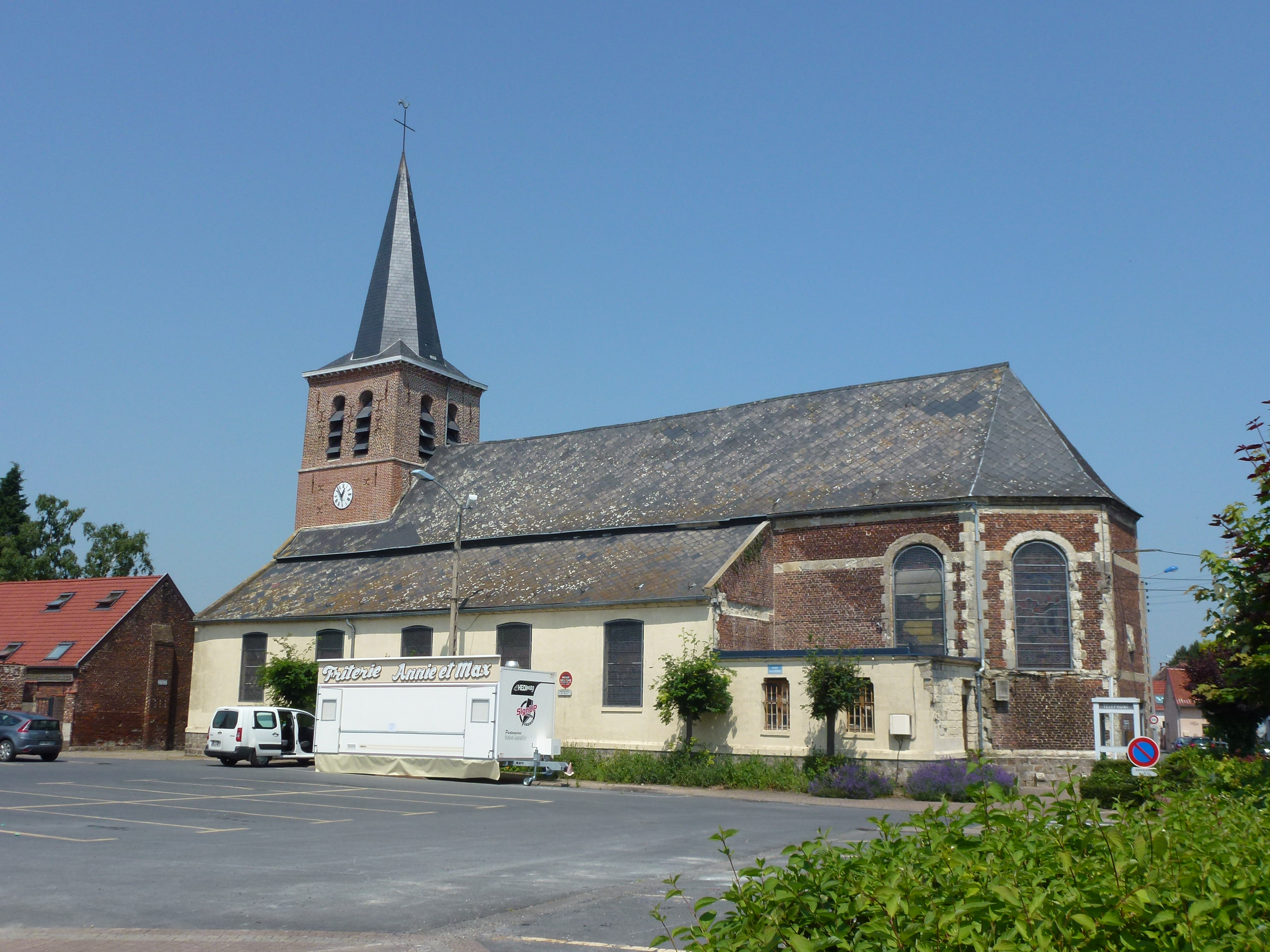
L'église en 2013.
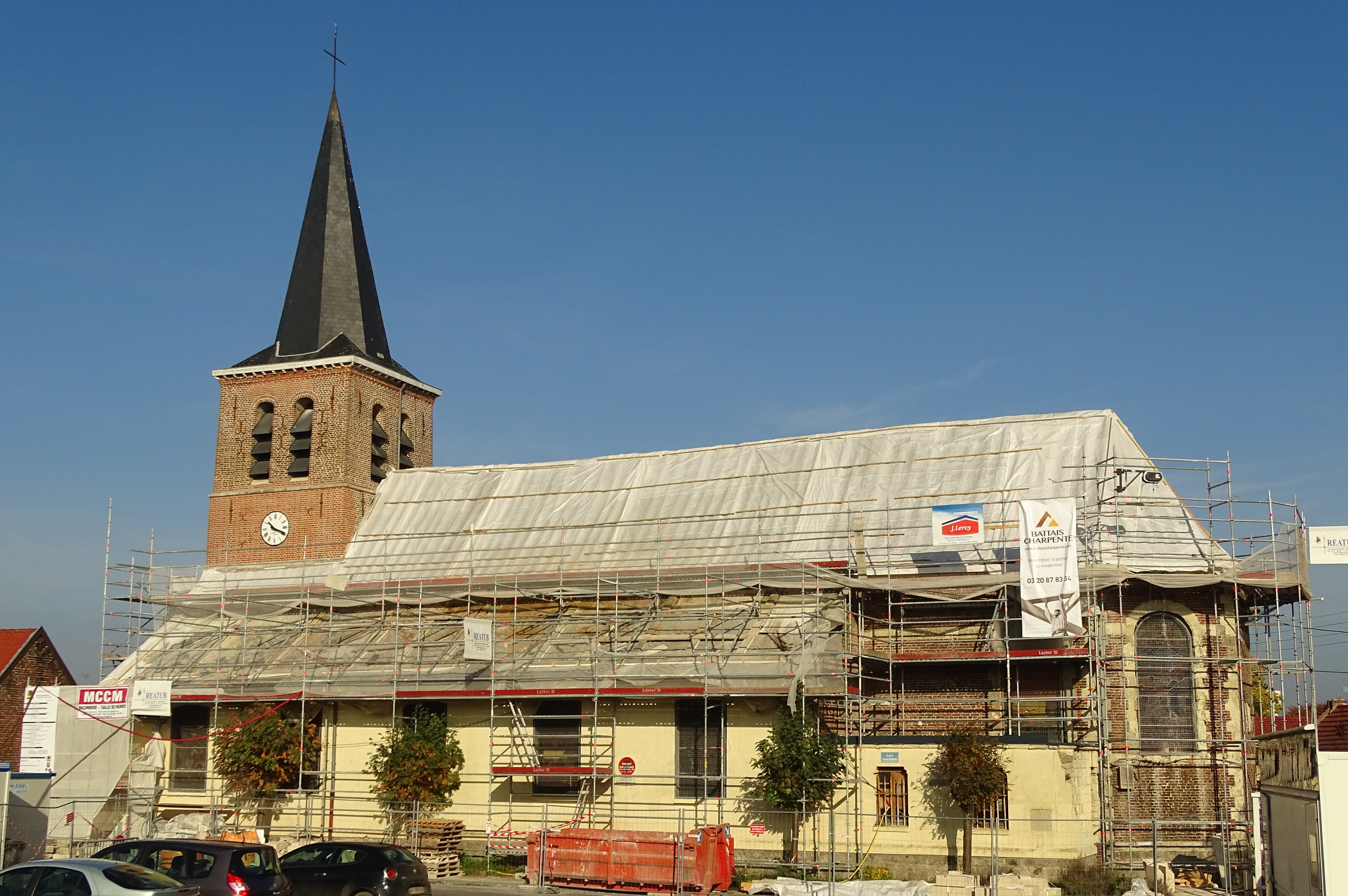
L'église Saint-Martin en cours de restauration, en 2015.
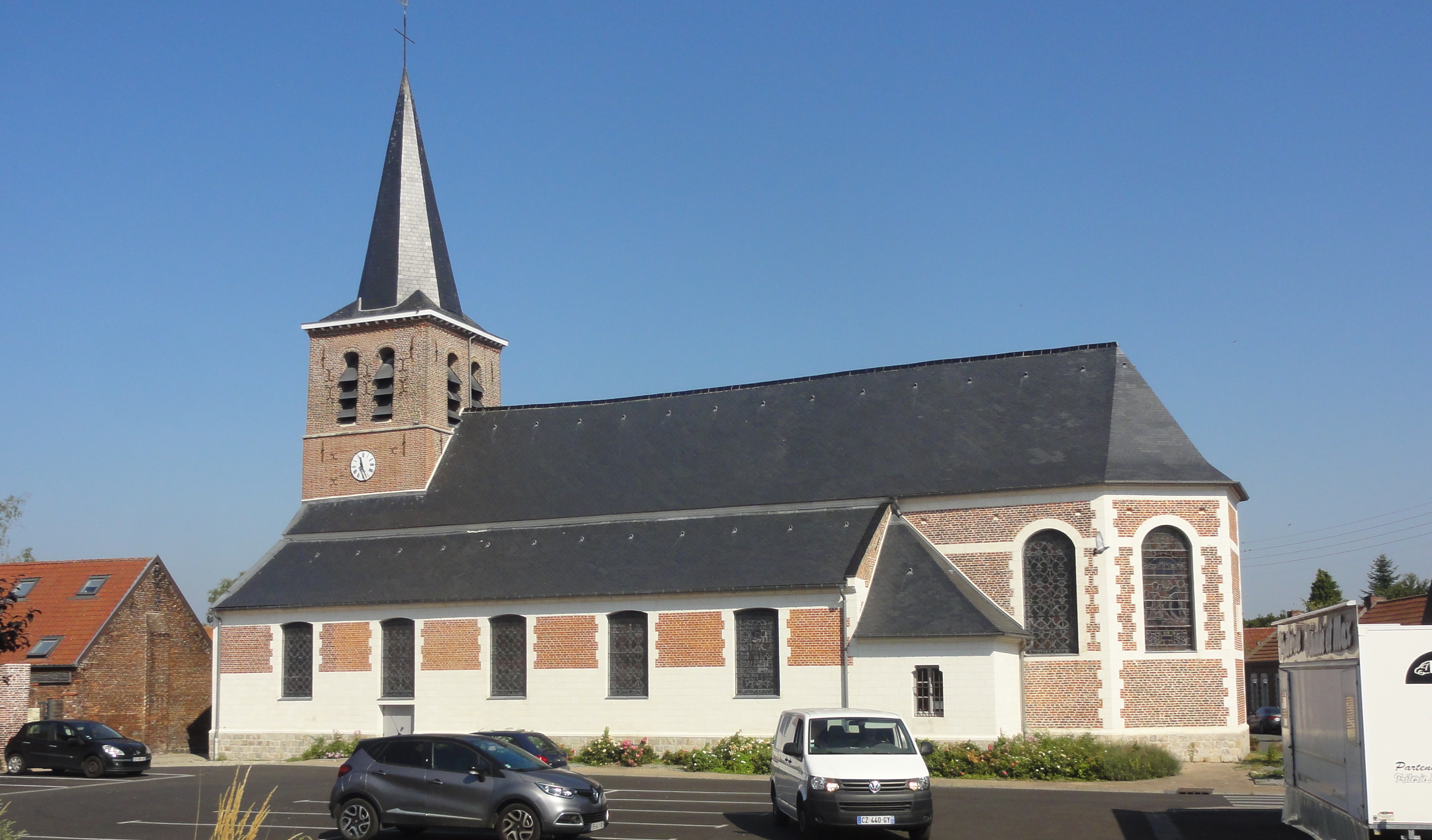
L'église Saint-Martin en août 2019.